# Lonchorhininae
Lonchorhininae – monotypowa podrodzina ssaków z rodziny liścionosowatych (Phyllostomidae).

## Rozmieszczenie geograficzne
Podrodzina obejmuje gatunki występujące w Ameryce.

## Morfologia
Długość ciała (bez ogona) 47–76 mm, długość ogona 41–70 mm, długość ucha 18–38 mm, długość tylnej stopy 8–19 mm, długość przedramienia 40–65 mm; masa ciała 8–33 g.

## Systematyka
Podrodzinę (w oryginalnym opisie jako plemię) wyodrębnił w 1866 roku angielski zoolog John Edward Gray w artykule zatytułowanym Rewizja rodzajów Phyllostomidde, czyli liścionosowatych, opublikowanym w czasopiśmie „Proceedings of the Zoological Society of London”. Do podrodziny Lonchorhininae należy jeden rodzaj – mieczonos (Lonchorhina). Rodzaj ten zdefiniował w 1863 roku brytyjski zoolog Robert Fisher Tomes w artykule zatytułowanym O nowym rodzaju i gatunku nietoperzy liścionosych z muzeum w Fort Pitt, opublikowanym w czasopiśmie „Proceedings of the Zoological Society of London”. Gatunkiem typowym jest (oznaczenie monotypowe) mieczonos uszaty (L. aurita).

### Etymologia
Lonchorhina (Lonchoyhina, Lonchohyna, Lonchorrina, Lonchorina, Lonchorrhina): gr. λογχη lonkhē ‘włócznia, lanca’; ῥις rhis, ῥινος rhinos ‘nos’.

### Podział systematyczny
Do rodzaju należy sześć gatunków:
| Grafika | Gatunek                 | Autor i rok opisu                 | Nazwa zwyczajowa      | Podgatunki         | Rozmieszczenie geograficzne | Podstawowe wymiary                                          | Status IUCN |
| ------- | ----------------------- | --------------------------------- | --------------------- | ------------------ | --- | ----------------------------------------------------------- | ----------- |
|         | Lonchorhina aurita      | Tomes, 1863}                      | mieczonos uszaty      | 2 podgatunki       | Meksyk (na południe od stanów Veracruz i Oaxaca) do Ekwadoru, wschodniego Peru, północnej Boliwii i południowo-wschodniej Brazylii, także Trynidad i Tobago (Trynidad); zakres wysokości: 0–1500 m n.p.m. | DC: 5,3–6,7 cm DO: 4,2–6,5 cm DP: 4,7–5,7 cm MC: 12–17 g    | LC          |
|         | Lonchorhina fernandezi  | Ochoa & Ibáñez, 1982              | mieczonos wenezuelski | gatunek monotypowy | endemit Wenezueli: znany tylko z obszaru w pobliżu miejsca typowego wzdłuż rzeki Orinoko (stany Bolívar i Amazonas); zakres wysokości: 70–90 m n.p.m.                                                     | DC: 5,3–5,7 cm DO: 4,1–4,8 cm DP: 4,1–4,4 cm MC: 9,7–10 g   | EN          |
|         | Lonchorhina inusitata   | Handley & Ochoa, 1997             | mieczonos niezwykły   | gatunek monotypowy | południowa Wenezuela, region Gujana i północna Brazylia | DC: 5,7–7,2 cm DO: 5,4–6,7 cm DP: 5,2–5,7 cm MC: 14–19 g    | DD          |
|         | Lonchorhina orinocensis | Linares & Ojasti, 1971            | mieczonos jaskiniowy  | gatunek monotypowy | wschodnia Kolumbia, południowa Wenezuela i południowo-zachodnia Gujana; zakres wysokości: poniżej 300 m n.p.m.                                                                                            | DC: 4,7–5,4 cm DO: 4,7–5,7 cm DP: 4–4,4 cm MC: 8–12 g       | VU          |
|         | Lonchorhina mankomara   | Mantilla-Meluk & Montenegro, 2016 |                       | gatunek monotypowy | endemit Kolumbii: znany z miejsca typowego w południowo-wschodniej części Parku Narodowego La Serranía de Chiribiquete                                                                                    | DC: 7,4–7,6 cm DO: 5,7–6,9 cm DP: 6,3–6,5 cm MC: około 33 g | NE          |
|         | Lonchorhina marinkellei | Hernández-Camacho & Cadena, 1978  | mieczonos skryty      | gatunek monotypowy | endemit Kolumbii: Wyżyna Gujańska (departamenty Guaviare i Vaupés); zakres wysokości: 180–240 m n.p.m. | DC: 6,4–7,3 cm DO: 5,9–7 cm DP: 5,9–6,3 cm MC: brak danych  | VU          |

Kategorie IUCN:  LC  – gatunek najmniejszej troski,  VU  – gatunek narażony,  EN  – gatunek zagrożony,  DD  – gatunki o nieokreślonym stopniu zagrożenia;  NE  – gatunki niepoddane jeszcze ocenie.